# John Radford

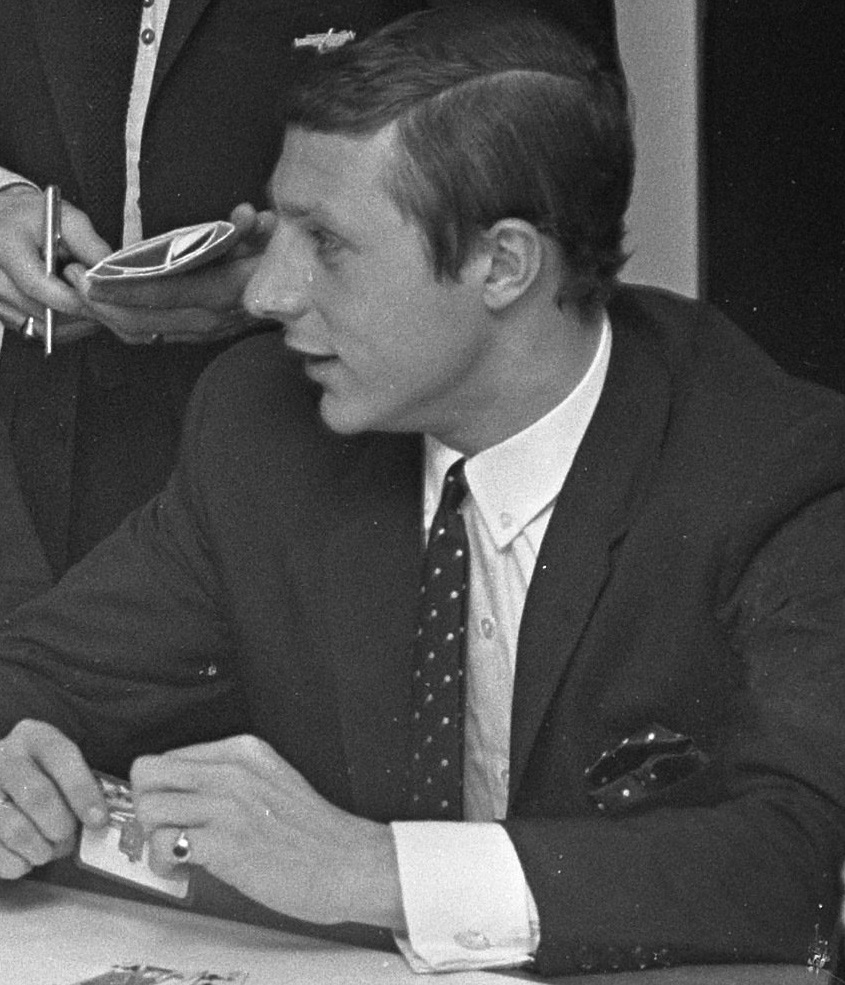
John Radford, 1967

John Radford (* 22. Februar 1947 in der Grafschaft Yorkshire) ist ein ehemaliger englischer Fußballspieler.

## Leben und Karriere
Der Mittel- oder Außenstürmer begann seine Karriere beim FC Arsenal in der Jugend. 1962 kam er zu den Gunners 1964 wurde Radford in den Kader der ersten Mannschaft aufgenommen. Sein Debüt für den FC Arsenal gab er am 21. März 1964 gegen West Ham United. In dieser Saison war es der einzige Einsatz des Engländers. In der Saison 1964/1965 gehörte Radford zum Stammpersonal der Gunners. In den 13 Jahren, in denen der Stürmer bei Arsenal unter Vertrag war, gewann er einmal die englische Meisterschaft, einmal den englischen Pokal und einmal den UEFA-Cup. 1977 nach vielen Verletzungen wechselte er für 80.000 £ zu West Ham United. Nach 28 Spielen für die Hammers ging es gleich weiter zu den Blackburn Rovers. Nach nur einem Jahr beendete er seine Profikarriere und spielte noch kurzfristig beim Amateurklub Bishop’s Stortford FC. Nach seinem Karriereende wurde er Pubbesitzer und war immer wieder kurz Trainer von Bishop’s Stortford.

### Stationen
- FC Arsenal (1962–1977) (481 Einsätze / 149 Tore)
- West Ham United (1977) (28 Einsätze)
- Blackburn Rovers (1977–1978) (38 Einsätze)
- Bishop’s Stortford FC

### Erfolge
- 1 × englischer Meister mit dem FC Arsenal (1971)
- 1 × englischer Pokalsieger mit dem FC Arsenal (1971)
- 1 × UEFA-Cup-Sieger mit dem FC Arsenal (1970)